# アカゲザル
アカゲザル（赤毛猿、Macaca mulatta）は、哺乳綱霊長目オナガザル科マカク属に分類されるサルの一種。実験動物として利用されるほか、日本では野生化している外来種である。

## 形態
頭胴長47-64cm、尾長19-30cm、体重5-9kg。体毛は褐色で、上半身はより灰色がかり、下半身は赤色または黄色がかる。種小名''mulattaは「混血の」の意。尾は太く、頭胴長の半分程度の長さがある。

## 分布
アフガニスタン東部からインド北部、中国南部（海南省南湾猿島自然保護区など）にかけて分布する。原産地では、森林、湿地林、標高3000m近くの山など幅広い環境に生息している。
日本では千葉県の房総半島に外来種として定着している。
アメリカ合衆国のフロリダ州のシルバースプリングス州立公園に生息している。

## 生態
昼行性で、10-50頭の群れで生活する。主に地上で活動するが、樹上も利用する。雑食性で果実や樹皮、鳥の卵などを食べる。
野生での寿命は平均して約15年、飼育下では26年から30年程度とされる。長寿記録は京都市動物園で飼育されていたイソコで、43歳4か月である。
天敵としてトラ、ヒョウ、ウンピョウ、ドール、クロコダイル属、ニシキヘビがいる。

## 人間との関係
ヒンドゥー教ではアカゲザルは神聖な動物とされている。Rh式血液型の「Rh」は、アカゲザルの英名 rhesus macaque に由来している。
英名や仏名などのrhesusは、かつて利用されていた種小名が一般名として定着したものであり、ギリシア神話のレソスに由来する。
孫悟空のモデルとする説もある。

### 実験動物

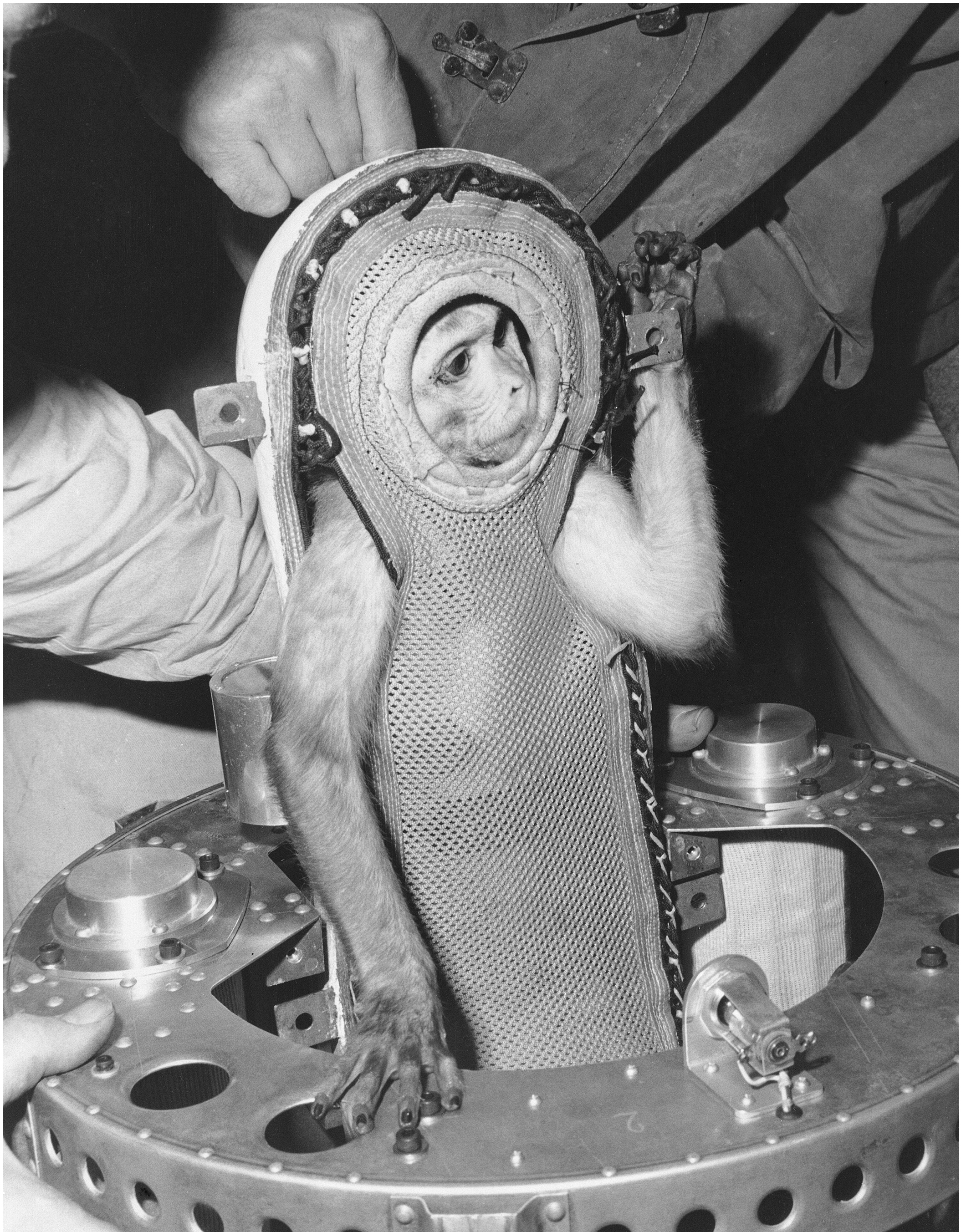
1960年にリトル・ジョー1Bロケットに乗せられるミス・サムと名付けられたアカゲザル

本種は実験動物として広く利用されている動物である。初めて宇宙飛行を行った霊長類はアカゲザルであり、その後も何度かアカゲザルが打ち上げられている（宇宙に行ったサルを参照）。また2017年には中国の研究グループが霊長類として初めてアカゲザルのクローンを作成した。
部屋をガラスで区切り各々1匹ずつアカゲザルを入れて、片方に食事は出るがもう片方のアカゲザルに電気ショックが流れるレバーを設置した実験では、ほぼ全個体がすぐにレバーを引くのをやめて絶食を選んだ。

### 日本での野生化
日本では、1960年代に千葉県県南地域の私営観光施設で飼育されていた本種が施設の閉鎖に伴い逃げ出し、野生化したものが1995年から千葉県房総半島で確認されている。2005年度の調査では、350-380頭の生息が推定されている。これにともない、本種と近縁なニホンザルとの交雑が2004年に確認され、遺伝子汚染の問題が広がりつつある。また、柿などの農業被害も報告されている。そのため、外来生物法により特定外来生物に指定されており、飼育には特別な許可が必要となる。同様の問題は、和歌山県に定着したタイワンザルでも発生しており、根絶へ向けて一定の成果を上げた。千葉県は在来種のニホンザルの消滅の危機として、市町村や環境省、学会らと連携しての対策を進めている。